# Jan van der Zee
Jan van der Zee (Leeuwarden, 16 februari 1898 - Groningen, 15 december 1988) was een Nederlandse schilder en monumentaal kunstenaar.

## Leven en werk
Jan van der Zee tekende van kind af aan. Zijn tekenleraar aan de HBS in Leeuwarden bracht hem in contact met Jan Mankes, bij wie hij enige tijd tekenlessen volgde. Van der Zee volgde een opleiding aan Academie Minerva (1919-1922) in Groningen, waar hij les kreeg van onder andere F.H. Bach en Willem Valk. Van der Zee schilderde (gouache, olieverf) en aquarelleerde landschappen, portretten, stillevens en stadsgezichten. Hij maakte daarnaast grafische kunst in de vorm van lino- en houtsnedes. Van der Zee behoorde tot de vroege Nederlandse constructivisten. Hoewel hij binnen het figuratieve werk zijn onderwerpen abstraheerde, werden ze nooit echt abstract.
In 1922 richtte hij met Wobbe Alkema en Johann Faber het reclamebureau Atelier Voor Artistieke Reclame (AVAR) op, ze huurden atelierruimte aan de Noorderstationsstraat in Groningen. Van der Zee was lid van De Ploeg (1923-1948), vervolgens van Het Narrenschip. In 1958 was hij mede-oprichter van de Groninger schildersgroep Nu. In 1965 ontving hij de Culturele prijs van de provincie Groningen. In 1986 hielden het Fries Museum en het Groninger Museum een grote overzichtstentoonstelling van zijn werk.
Van der Zee was niet alleen als kunstschilder actief, maar maakte ook monumentaal werk. Voorbeelden zijn het drieluik in de voormalige Winkler Prins-school in Veendam (1958), de trap bij de Naberpassage aan de Grote Markt (1975) en de mozaïekmuur (1960) voor de pabo aan de Verzetstrijderslaan. Voor de Martinikerk maakte hij een aantal glas in loodramen.
De trap op de Grote Markt moest in 2013 wijken voor de bouw van het Forum, maar kwam in 2023 terug als blikvanger van een nieuwbouwproject(de ACM locatie) aan het Reitdiep.

## Galerij

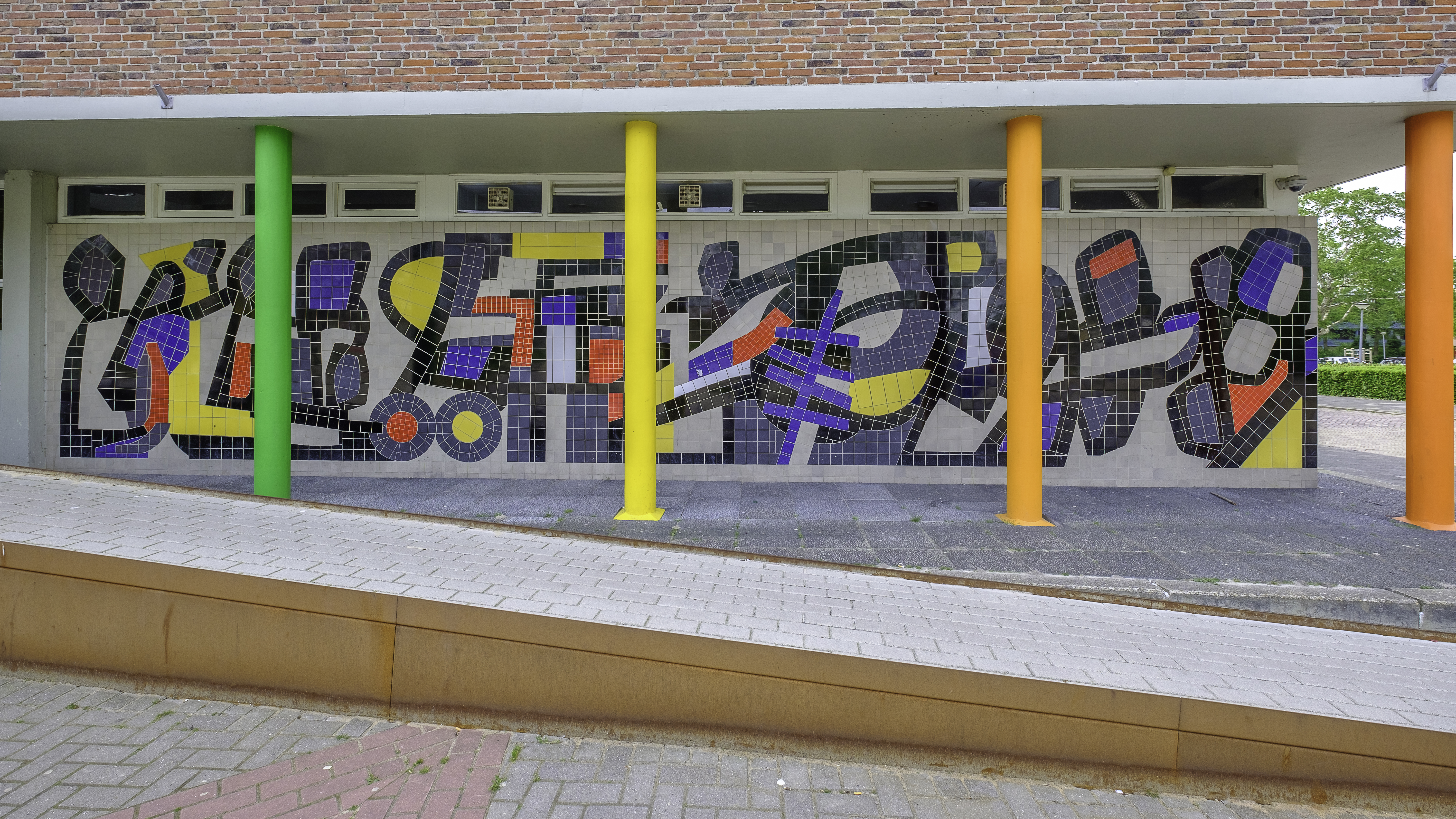
mozaïek (1960) voor kweekschool in Groningen
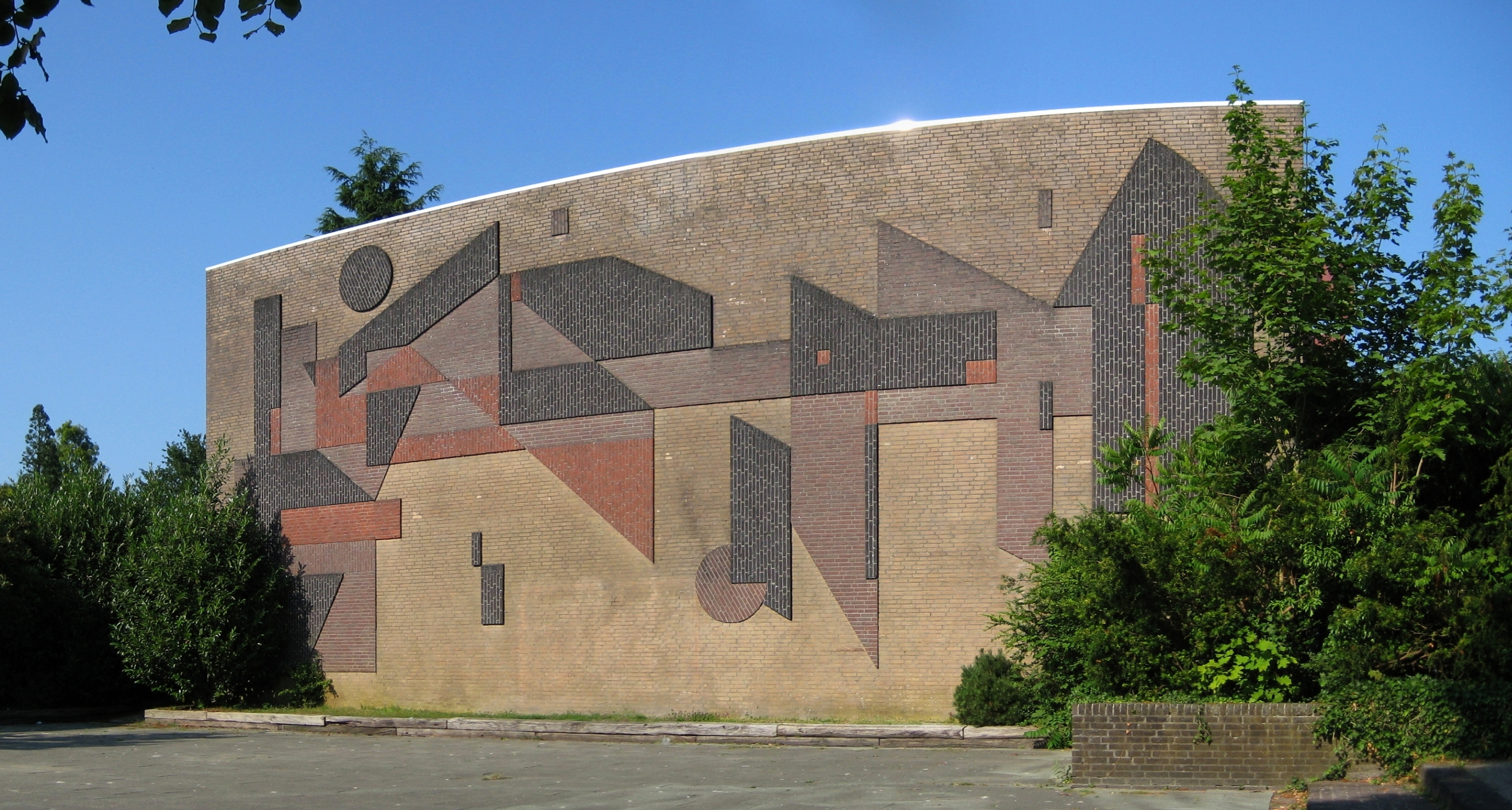
reliëf (1968) voor sporthal De Bam in Haren (Groningen)
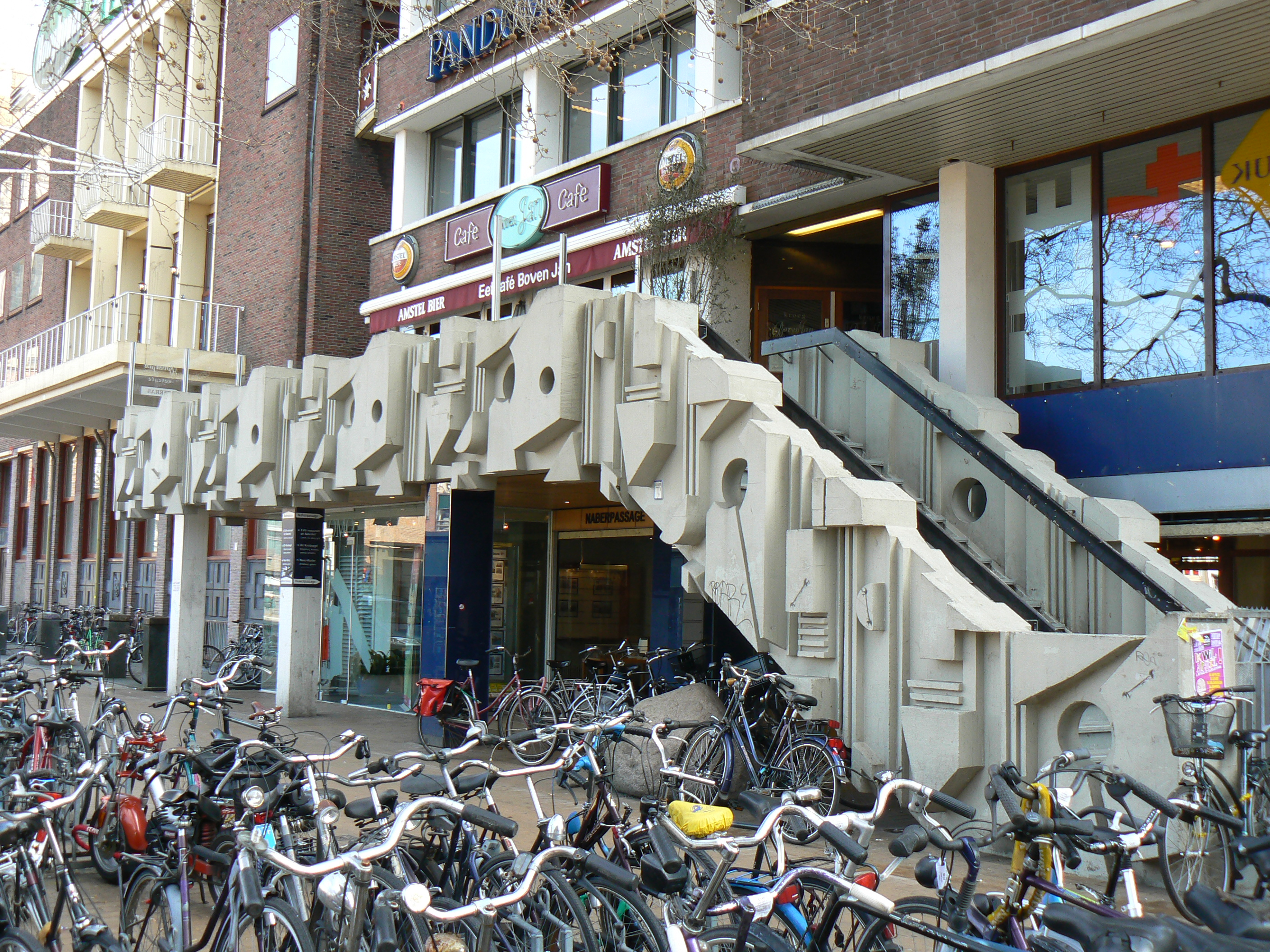
Trap Naberpassage (1975) in Groningen
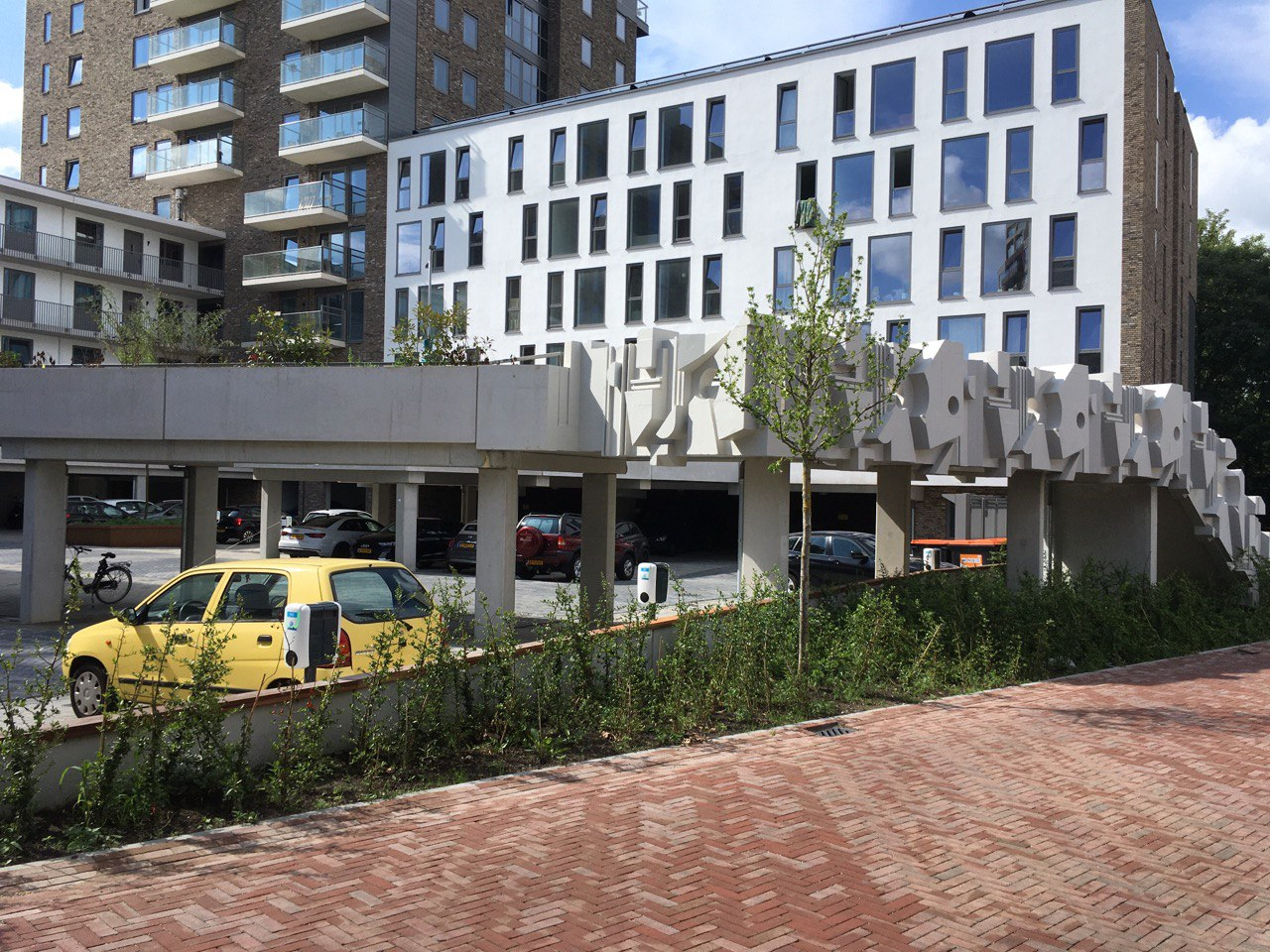
De trapdecoratie na de verhuizing van Grote Markt naar ACM locatie
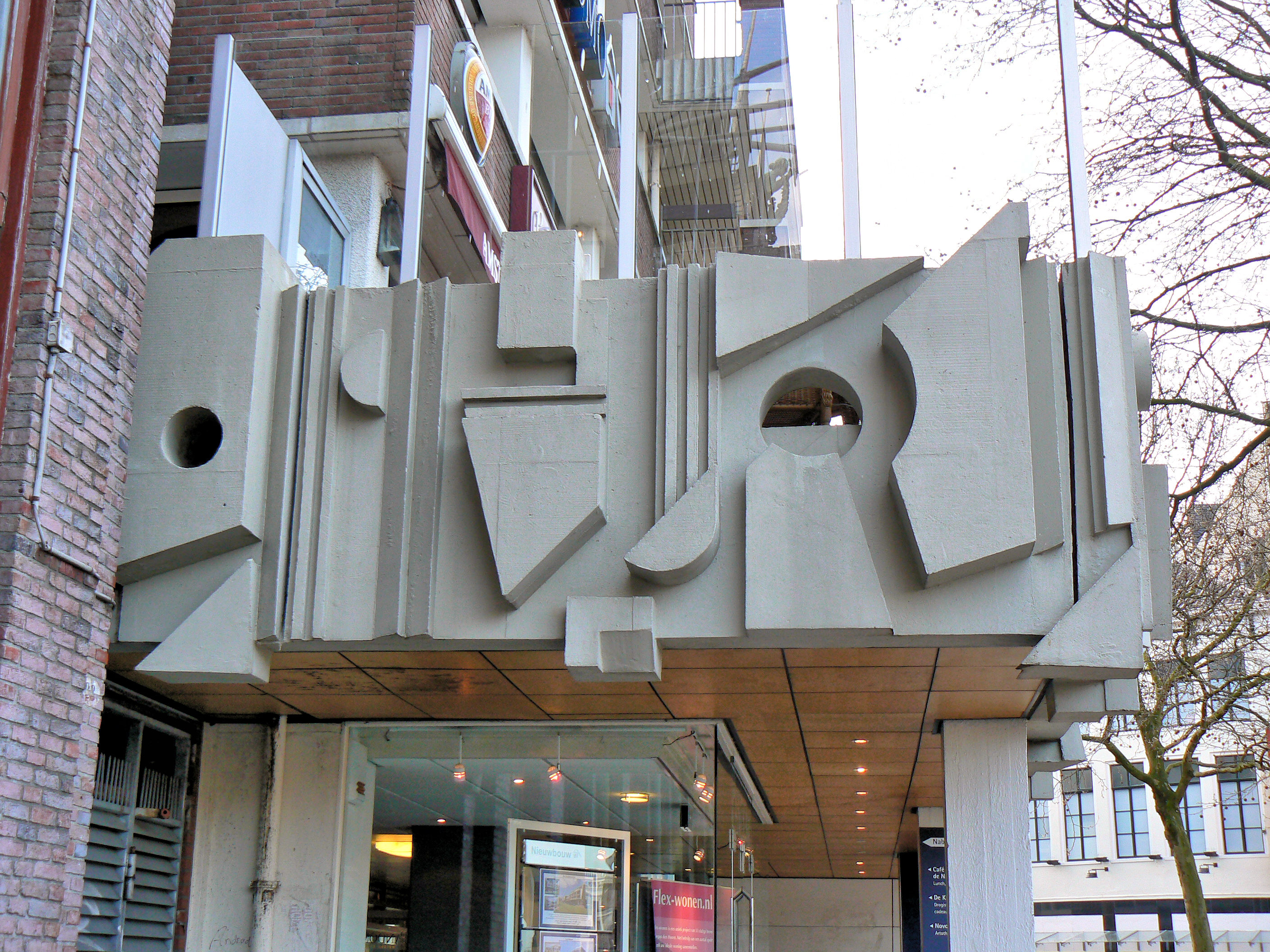
Detail trap voormalige Naberpassage (1975) in Groningen